# Angels of Clarity
Angels of Clarity è un singolo del gruppo musicale svedese Dead by April pubblicato nel 2009.

## Tracce
1. Angels of Clarity – 3:43
2. Angels of Clarity (Shawn Clown Crahan remix) – 4:39
3. Losing You – 3:41
4. Promise Me – 3:10